# Götz Schlicht
Götz Schlicht, ursprünglich Heinz Götz Davidsohn (* 9. März 1908 in Schmargendorf; † 12. Januar 2006 in Berlin-Nikolassee) war ein deutscher Mitarbeiter des Untersuchungsausschusses Freiheitlicher Juristen (UFJ) und Inoffizieller Mitarbeiter der DDR-Staatssicherheit.

## Leben
Davidsohn wuchs auf in Berlin-Schmargendorf. Er legte 1926 am Potsdamer Goethe-Gymnasium das Abitur ab und studierte an der Berliner Friedrich-Wilhelms-Universität Staats- und Rechtswissenschaften, wo er 1930 die erste und 1946 die große juristische Staatsprüfung bestand. Wegen seiner Abstammung wurde er in der NS-Zeit aus rassistischen Gründen als sogenannter „Vierteljude“ verfolgt. Deswegen wurde er nach der Machtübernahme der Nationalsozialisten aus dem Justizdienst entlassen. Danach war er bei einem Verlag beschäftigt.
Im Zweiten Weltkrieg wurde er 1940 zur Polizei eingezogen, erhielt einen Offiziersrang und wurde Stabschef eines Polizeibataillons. In dieser Funktion war Schlicht in der deutsch besetzten Ukraine an der „Verwischung der Spuren von Massengräbern von NS-Opfern“ beteiligt.
Nach Kriegsende und Kriegsgefangenschaft wurde Götz Schlicht in der SBZ im Land Brandenburg als Richter beschäftigt. Er wurde auch in der Volksrichterausbildung eingesetzt. Schlicht promovierte 1949 an der Humboldt-Universität in Berlin.
Durch die Bekanntschaft mit Walther Rosenthal schloss er sich dem UFJ an. 1952 wurde seine UFJ-Tätigkeit bemerkt. Er wurde verhaftet und zu zehn Jahren Zuchthaus verurteilt. Noch während der Haftzeit im Mai 1957 wurde Götz Schlicht vom MfS angeworben. Er wurde vorzeitig entlassen und bekam den Auftrag, über seine Verbindung zu Walther Rosenthal eine feste Anstellung beim UFJ anzustreben. Dazu setzte er sich am 11. Juni 1957 mit seiner Familie nach West-Berlin ab. Im Juli 1957 wurde Schlicht vom UFJ eingestellt. Anfangs arbeitete er vormittags im Flüchtlingslager Marienfelde und nachmittags im Dienstgebäude des UFJ in der Abteilung für Zivilrecht. Er bearbeitete die Fälle von mehr als 30.000 Flüchtlingen, die in Berlin-Marienfelde routinemäßig nicht nur über die Fluchtgründe, sondern auch über den Fluchtweg und die Fluchthelfer befragt wurden. Die Berichte von Götz Schlicht an das MfS der DDR enthielten seitenweise die Namen und Anschriften von Flüchtlingen. Aufgrund der von ihm gelieferten Informationen wurden in der DDR Personen verhaftet. Allein in den ersten fünf Jahren seiner Tätigkeit gehen zehn Verhaftungen auf seine Zuträgerdienste zurück.
Später war er auch redaktionell tätig. Nach der Übernahme des UFJ in das Gesamtdeutsche Institut des Bundesministerium für innerdeutsche Beziehungen arbeitete er als Redakteur der Zeitschrift Recht in Ost und West.
Seine Tätigkeit für das MfS von 1957 bis 1989 als IM „Dr. Lutter“ wurde erst 1993 bekannt. Zuvor hatte er bereits 1985 das Verdienstkreuz des Bundesverdienstordens am Bande und 1991 das Verdienstkreuz Erster Klasse erhalten. Von der DDR wurde Götz Schlicht die Verdienstmedaille der DDR und der Kampforden „Für Verdienste um Volk und Vaterland“ in Gold verliehen.

## Veröffentlichungen
- Schwebezustände im Sachenrecht, 1949
- Das Familien- und Familienverfahrensrecht der DDR. Verlag Erdmann, Tübingen 1970
- Die DDR, Band 3: Frau, Familie und Beruf, 1974